# Kommunalwahlen in Hessen 1989

Wappen des Landes Hessen

Die Kommunalwahlen in Hessen 1989 fanden am 12. März 1989 statt. Als stärkste kommunale Kraft ging die SPD Hessen aus der Wahl hervor, sie lag 10,5 Prozentpunkte vor den Christdemokraten. Das Ergebnis der CDU brach im Vergleich zur Wahl 1985 um 6,8 Prozentpunkte ein, dem standen Gewinne bei den Grünen und den sonstigen Parteien gegenüber.

## Ergebnisse
4,19 Millionen Wähler waren wahlberechtigt und 78,0 % gingen zur Wahl. Dies bedeutete eine leichte Steigerung der Wahlbeteiligung im Vergleich zu 1985 um 2,2 Prozentpunkte.
Bei der Wahl in den Kreisen und kreisfreien Städten ergaben sich folgende Ergebnisse:
| Partei        | Ergebnis | Veränderung |
| ------------- | -------- | ----------- |
| SPD           | 44,8 %   | + 1,1 %p    |
| CDU           | 34,4 %   | - 6,8 %p    |
| GRÜNE         | 9,1 %    | + 2,0 %p    |
| FDP           | 4,8 %    | - 0,5 %p    |
| Wählergruppen | 3,4 %    | + 1,3 %p    |
| Sonstige      | 6,8 %    | + 3,9 %p    |

Die Republikaner traten erstmals bei den Kommunalwahlen an und kamen landesweit auf 0,7 %
Für die Ergebnisse in ausgewählten hessischen Städten siehe:
- Darmstadt
- Frankfurt am Main
- Fulda
- Kassel
- Offenbach am Main
- Wiesbaden